# Altengamme
Altengamme è un quartiere della città tedesca di Amburgo. È compreso nel distretto di Bergedorf.